# Foltoshasú karvaly
A foltoshasú karvaly (Accipiter trinotatus) a madarak (Aves) osztályának vágómadár-alakúak (Accipitriformes) rendjébe, ezen belül a vágómadárfélék (Accipitridae) családjába tartozó faj.

## Rendszerezése
A fajt Charles Lucien Jules Laurent Bonaparte francia ornitológus írta le 1850-ben. Egyes szervezetek a Tachyspiza nembe sorolják Tachyspiza trinotata néven.

## Előfordulása
Indonéziához tartozó Celebesz és néhány környező szigeten honos. Természetes élőhelyei a szubtrópusi és trópusi síkvidéki esőerdők és mangroveerdők.

## Megjelenése
Testhossza 31 centiméter, szárnyfesztávolsága pedig 45–51 centiméter.

## Természetvédelmi helyzete
Az elterjedési területe rendkívül nagy, egyedszáma pedig stabil. A Természetvédelmi Világszövetség Vörös listáján nem fenyegetett fajként szerepel.